# Арцыбашевы
Арцыба́шевы (Арцебышевы, Арцыбушевы) —  столбовой дворянский род, владевший в XVIII веке поместьем Пущино-на-Оке (ныне город Пущино).

## Происхождение и история рода
Известия об этой фамилии начинаются с Петра, Кашпарова сына, Арцыбашева, немца по происхождению, переселившегося из Германии в Литву, а из Литвы в Россию при великом князе Василии Ивановиче, в начале XVI века. Имеются данные, что П. К. Арцыбышев был выходцем из литовских татар, до приезда в Россию принял христианство.
Фамилия эта разделилась на три ветви: Арцыбашевых, Арцыбышевых и Арцыбушевых, и каждая ветвь имеет особенный герб:
- Арцыбашевы, (Герб. Часть IV. № 51);
- Арцыбышевы (Герб. Часть VIII, № 17)
- Арцыбушевы (Герб. Часть Х, № 51).

У Петра Арцыбашева было два сына: 
- Андрей Петрович — дьяк;
- Григорий Петрович убит при взятии Казани 2 октября 1552 года, и его имя вместе с другими вписано в синодик московского Успенского собора на вечное поминовение.

Внук Андрея Петровича, Фёдор Михайлович, как выборный от серпуховских дворян, участвовал в 1613 году в избрании царя Михаила Федоровича. 

Сыновья Григория Петровича, Василий Невзор и Матвей Торопец, дети боярские Бологовского погоста, в Водской пятине, в земле новгородской, жалованы от Иоанна Грозного поместьями в Московском уезде 2 октября 1550 года.
В XVII веке Арцыбашевы находились в городовых дворянах, стольниках и стряпчих (Михаил и Назарий Иевлевичи были стольниками ц. Евдокии Федоровны в последней четверти XVII века). Правнук Василия Невзора, Иван Иванович, убит под Чудновым в 1659 году, а правнуки Торопца, Демид и Прокофий Перфильевичи, убиты под Конотопом в 1660 году.
При подаче документов 24 и 26 января 1687 года,  для внесения рода в Бархатную книгу, были предоставлены две родословные росписи: от Ивана и Михаила Арцыбашевых, а также две царские жалованные грамоты — Григорию Петровичу на половину ямского в Новгороде от 1543 года и — Невзору Григорьевичу Арцыбашеву на волость Кесьма Угличского уезда, датируемой 1554 годом.
Тринадцать Арцыбашевых, Арцыбышевых и Арцыбушевых владели населёнными имениями в 1699 году.

## Некоторые представители рода
- Арцыбашев Андрей Гаврилович сопровождал в 1573 году князя Захария Ивановича Сугорского в его посольстве к императору Максимилиану II.
- Арцыбашев Воин Константинович — серпуховской городской дворянин в 1627—1629 годах.
- Арцыбашев Фёдор Константинович — московский дворянин в 1627—1629 годах.
- Арцыбушев Филипп — дьяк в 1636—1638 годах, воевода в Новгороде-Великом в 1638—1644 (три раза).
- Арцыбушев Никита — дьяк в 1658—1668 годах.
- Арцыбашев Иван — воевода в Кашине в 1665 году.
- Арцыбашев Иов Демидович — стряпчий в 1679 году, стольник в 1686—1692 годах.
- Арцыбашевы: Михаил Васильевич, Семён Иванович, Сергей Афанасьевич, Яков Иванович — стольники в 1686—1692 годах.
- Арцыбашевы: Михаил и Назарий Иевлевичи — стольники царицы Евдокии Фёдоровны в 1692 году.
- Арцыбашевы: Феоктист Дмитриевич, Агей Иванович, Афанасий Матвеевич, Иван Иванович — московские дворяне в 1640—1695 годах[4][5].
- Арцыбашев, Михаил Петрович (1878—1927) — русский писатель, драматург, публицист.
- Арцыбашев, Борис Михайлович (1899—1965) — американский художник, дизайнер, иллюстратор, сын предыдущего
- Арцыбашев, Дмитрий Александрович (1803—1831) — историк, декабрист.
- Арцыбашев, Николай Сергеевич (1773—1841) — русский историк, поэт и прозаик.

## Описание гербов

#### Герб. Часть IV. № 51.
Герб рода Арцыбашевых: щит разделён перпендикулярно на две части, из коих в правой в голубом поле изображено дерево и на нём сидящая птица, а в левой в красном поле положены крестообразно две серебряных шпаги остриём вверх (изм. польский герб Пелец).
Щит увенчан обыкновенным дворянским шлемом с дворянскою на нём короною и тремя страусовыми перьями. Намёт на щите голубого и красного цвета, подложенный серебром.

#### Герб. Часть X. № 51.
Герб рода Арцыбушевых: щит разделён на четыре части, из коих в первой и четвёртой в красном поле изображено по одной руке в серебряных латах, держащие поднятые мечи, во второй части в голубом поле три золотых лилии, а в третьей части в голубом поле три хлебных колоса. Щит увенчан дворянскими шлемом с дворянскою на нём короною, на которой находятся два чёрных орлиных крыла и между ними золотая лилия.

#### Герб. Часть VIII. № 17.
Герб рода Арцыбышевых: щит разделен на четыре части, из которых в первой в красном поле виден выходящий до половины с левой стороны белый орел. Во второй части, в голубом поле золотой крест и под ним серебряная луна рогами вниз (изм. польский герб Шелига). В третьей части, в голубом поле находится серебряная крепость (польский герб Гржимала). В четвертой части, в красном поле лев, обращенный в правую сторону с поднятым вверх мечом. Щит увенчан дворянским шлемом и короною со страусовыми перьями. Намёт на щите голубой и красный, подложенный золотом и серебром.